# Шмиттхойслер, Оливье
Оливье Шмиттхойслер, полное имя — Оливье Мишель Мари (фр. Olivier Schmitthaeusler MEP, 26 июня 1970 года, Страсбург, Франция) — католический прелат, епископ Пномпеня с 1 октября 2010 года. Член католической миссионерской конгрегации «Парижское общество заграничных миссий».

## Биография
Родился 26 июня 1970 года в Страсбурге, Франция. Изучал богословие и философию в Старсбургском университете и Высшей духовной семинарии архиепархии Страсбурга. С 1991 года по 1994 год преподавал во французском католическом университете «Sapientia» в Осаке, Япония. В 1996 году получил научную степень магистра по фундаментальному богословию. В 1997 году вступил в католическую миссионерскую конгрегацию «Парижское общество заграничных миссий» и в этом же году был рукоположен в дьякона. В 1998 году защитил диссертацию на соискание докторской степени. Затем в 1998 году изучал библеистику в Парижском католическом институте. 28 июня 1998 года был рукоположен в священника для служения в «Парижском обществе заграничных миссий» и отправился на миссию в Камбоджу.
С 1998 года по 2001 год изучал кхмерский язык и служил капелланом в Кампоте. С 2003 года по 2005 год преподавал историю церкви в католической семинарии в Пномпене. В 2003 году основал в Такео католический детский сад и школу «St. Francis School Complex Takeo» и в 2006 году — благотворительный центр «John Paul II Center for Life» для работы с больными СПИДом.
24 декабря 2009 года Римский папа Бенедикт XVI назначил Оливье Шмиттхойслера титулярным епископом Катабума Кастры и вспомогательным епископом апостольского викариата Пномпеня. 20 марта 2010 года в Пномпене состоялось рукоположение Оливье Шмиттхойслера в епископа, которое совершил титулярный епископ Альтавы и ординарий Апостольского викариата Пномпеня епископ Эмиль Дестомбе в сослужении с апостольским нунцием в Индии, титулярным архиепископом Монтемарано Сальваторе Пеннакьо и вспомогательным епископом архиепархии Старсбурга и титулярным епископом Темизониума Христианом Георгом Кратцем.
В 2009 году основал в провинции Такео Высший институт святого Павла (Higher Institute of Saint Paul — Computers et Agriculture).
1 октября 2010 года Римский папа Бенедикт XVI после отставки Эмиля Дестомбе назначил Оливье Шмиттхойслера апостольским викарием Пномпеня.